# Pallavolo Genova 2010-2011
Questa voce raccoglie le informazioni riguardanti la Pallavolo Genova nelle competizioni ufficiali della stagione 2010-2011.

## Organigramma societario
Area direttiva
- Presidente: Giovanni Catanzaro (fino al 7 febbraio 2011), Andrea Pesce (dal 7 febbraio 2011)
- Vicepresidente: Giovanni Catanzaro (dal 7 febbraio 2011)
- Segreteria generale: Cristina Merialdo
- Direttore sportivo: Augusto Bruschettini
- General manager: Paolo Noli
- Team manager: Paolo Truffa

Area tecnica
- Allenatore: Horacio Del Federico
- Allenatore in seconda: Claudio Agosto
- Scout man: Antonella Ippolito
- Responsabile settore giovanile: Piero Merello

Area comunicazione
- Addetto stampa: Paolo Noli, Serena Taccetti
- Relazioni esterne: Dario Lantero
- Responsabile attività promozionali: Roberto Valle

Area sanitaria
- Medico: Rocco Montedoro
- Preparatore atletico: Simone Fornari
- Fisioterapista: Carlo Ramponi

## Rosa
| N° | Nome                   | Ruolo | Data di nascita   | Nazionalità sportiva |
| -- | ---------------------- | ----- | ----------------- | -------------------- |
| 1  | Sergio Boroni          | C     | 19 gennaio 1983   | Italia               |
| 3  | Federico Donati        | S     | 25 maggio 1988    | Italia               |
| 4  | Andrea Zappaterra      | L     | 2 gennaio 1979    | Italia               |
| 5  | Michele Groppi         | P     | 20 settembre 1986 | Italia               |
| 6  | Davide Manassero       | S     | 20 ottobre 1979   | Italia               |
| 7  | Mario Mercorio         | S     | 28 ottobre 1983   | Italia               |
| 9  | Marco Nuti             | P     | 2 ottobre 1970    | Italia               |
| 11 | Massimiliano Di Franco | C     | 7 febbraio 1978   | Italia               |
| 12 | Oleg Antonov           | O     | 28 luglio 1988    | Italia               |
| 14 | Matteo Paoletti        | O     | 27 maggio 1982    | Italia               |
| 15 | Massimo Pecorari       | C     | 16 marzo 1974     | Italia               |
| 17 | František Ogurčák      | S     | 24 aprile 1984    | Slovacchia           |

## Mercato
| Acquisti | Acquisti               | Acquisti         | Acquisti   |
| R.       | Nome                   | da               | Modalità   |
| -------- | ---------------------- | ---------------- | ---------- |
| O        | Oleg Antonov           | Top Team Mantova | definitivo |
| C        | Sergio Boroni          | Libertas Brianza | definitivo |
| C        | Massimiliano Di Franco | Pineto           | definitivo |
| S        | Federico Donati        | Igo Genova       | definitivo |
| P        | Michele Groppi         | BluVolley Verona | definitivo |
| S        | Davide Manassero       | Igo Genova       | definitivo |
| S        | Mario Mercorio         | Igo Genova       | definitivo |
| P        | Marco Nuti             | Piemonte         | definitivo |
| S        | František Ogurčák      | Perugia          | definitivo |
| O        | Matteo Paoletti        | Igo Genova       | definitivo |
| C        | Massimo Pecorari       | Igo Genova       | definitivo |
| L        | Andrea Zappaterra      | Igo Genova       | definitivo |

## Statistiche

### Statistiche dei giocatori
| Giocatore     | Serie A2 | Serie A2 | Serie A2 | Serie A2 | Serie A2 | Totale | Totale | Totale | Totale | Totale |
| Giocatore     | P        | PT       | AV       | MV       | BV       | P      | PT     | AV     | MV     | BV     |
| ------------- | -------- | -------- | -------- | -------- | -------- | ------ | ------ | ------ | ------ | ------ |
| O. Antonov    | 32       | 148      | 131      | 10       | 8        | 32     | 148    | 131    | 10     | 8      |
| S. Boroni     | 21       | 52       | 31       | 16       | 5        | 21     | 52     | 31     | 16     | 5      |
| M. Di Franco  | 34       | 260      | 174      | 74       | 14       | 34     | 260    | 174    | 74     | 14     |
| F. Donati     | 26       | 7        | 3        | 2        | 3        | 26     | 7      | 3      | 2      | 3      |
| M. Groppi     | 22       | 7        | 0        | 0        | 7        | 22     | 7      | 0      | 0      | 7      |
| D. Manassero  | 26       | 128      | 112      | 14       | 2        | 26     | 128    | 112    | 14     | 2      |
| M. Mercorio   | 37       | 339      | 288      | 34       | 17       | 37     | 339    | 288    | 34     | 17     |
| M. Nuti       | 37       | 63       | 11       | 43       | 9        | 37     | 63     | 11     | 43     | 9      |
| F. Ogurčák    | 36       | 521      | 440      | 38       | 43       | 36     | 521    | 440    | 38     | 43     |
| M. Paoletti   | 37       | 604      | 518      | 49       | 37       | 37     | 604    | 518    | 49     | 37     |
| M. Pecorari   | 34       | 294      | 200      | 60       | 34       | 34     | 294    | 200    | 60     | 34     |
| A. Zappaterra | 34       | 1        | 0        | 1        | 0        | 34     | 1      | 0      | 1      | 0      |

P = presenze; PT = punti totali; AV = attacchi vincenti; MV = muri vincenti; BV = battute vincenti